# Martelicha
Martelicha – część miasta Radomska położona na jego południu, w rejonie ul. Starowiejskiej na wysokości ul. Kazimierza Wielkiego. Do 1986 odrębna miejscowość, administracyjnie związana z wsią Sucha Wieś.